# Каштру, Габриэл
Габриел Венсеслау Фернадес Кастро (порт. Gabriel Venceslau Fernandes Castro; род. 15 ноября 2000, Лиссабон) — португальский футболист, защитник литовского «Джюгаса».

## Клубная карьера
Начинал заниматься футболом в «Бенфике». Также на молодёжном уровне выступал за «Оэйраш» и «Эшторил», с которым выиграл молодёжный чемпионат Португалии. Летом 2021 года начал взрослую карьеру в третьей по силе португальской лиге за «Синтренсе». В его составе принял участие в 17 матчах во внутренних турнирах, в которых забил два мяча.
12 августа 2022 года перешёл в шведский «Сундсвалль», заключив контракт до конца года с возможностью продления ещё на три сезона. 21 августа дебютировал в чемпионате Швеции в домашней встрече с «Хельсингборгом», появившись на поле в середине второго тайма вместо Денниса Ульссона.

## Клубная статистика
| Выступление      | Выступление          | Выступление      | Лига | Лига | Кубки | Кубки | Конт. кубки | Конт. кубки | Итого | Итого |
| Клуб             | Лига                 | Сезон            | Игры | Голы | Игры  | Голы  | Игры        | Голы        | Игры  | Голы  |
| ---------------- | -------------------- | ---------------- | ---- | ---- | ----- | ----- | ----------- | ----------- | ----- | ----- |
| Синтренсе        | Чемпионат Португалии | 2021/2022        | 16   | 2    | 1     | 0     | 0           | 0           | 17    | 2     |
| Синтренсе        | Итого                | Итого            | 16   | 2    | 1     | 0     | 0           | 0           | 17    | 2     |
| Сундсвалль       | Алльсвенскан         | 2022             | 3    | 0    | 1     | 0     | 0           | 0           | 4     | 0     |
| Сундсвалль       | Итого                | Итого            | 3    | 0    | 1     | 0     | 0           | 0           | 4     | 0     |
| Всего за карьеру | Всего за карьеру     | Всего за карьеру | 3    | 0    | 1     | 0     | 0           | 0           | 4     | 0     |